# Laurence Devillers
Pour les articles homonymes, voir Devillers.
Laurence Devillers, née le 8 octobre 1962 à Châtillon-sur-Seine, est enseignante-chercheuse en informatique appliquée aux sciences sociales, en poste à l'Université Paris-Sorbonne depuis 2011. 

## Biographie
Professeure à l’université Paris-Sorbonne et chercheuse au Laboratoire d’informatique pour la mécanique et les sciences de l’ingénieur (Limsi) du CNRS, Laurence Devillers dirige l’équipe de recherche Dimensions affectives et sociales dans les interactions parlées. Ses domaines de recherche portent principalement sur l’interaction homme-machine , la détection des émotions , le dialogue oral et la robotique affective et interactive,.

## Carrière
Elle a contribué à plusieurs projets nationaux (ANR Tecsan Armen, FUI Romeo, BPI Romeo2) et européens (Rex Humaine, Chist-era Joker) dédiés aux « interactions affectives et sociales humain-robot ». Elle est membre de la CERNA (Commission de réflexion sur l’éthique de la recherche en sciences et technologies du numérique) de l’alliance Allistene. Elle a participé à la rédaction du rapport sur l’éthique du chercheur en robotique et a dirigé celui sur l’éthique en apprentissage machine,. Elle a participé au bureau de l’IDEX Paris-Saclay LIDEX ISN, Institut de la Société Numérique (Université Paris-Saclay) où elle a animé le pôle sur la co-évolution humain-machine dans le cadre de l’Institut de la société numérique. Elle est maintenant chargée de mission à l'institut de convergence pluridisciplinaire DATAIA de Paris-Saclay (intelligence artificielle et sciences des données)  depuis 2017. Elle dirige un projet de l’institut DATAIA sur l'éthique de la robotique sociale : Bad nudge Bad robot avec des chercheurs en économie comportementale et des juristes.
Elle participe au déploiement de la plateforme nationale TransAlgo (Transparence et explicabilité des algorithmes) (2017). Elle est également membre fondateur du HUB IA (écosystème privé-public) sur l’éthique appliquée (depuis 2017).
Elle est membre de l’ISCA et ISCA Distinguished Lecturers for 2017-2018. 
Elle est membre IEEE, impliquée dans « the IEEE Global Initiative for Ethical Considerations in the Design of Autonomous Systems » (depuis 2016), chairman depuis 2018 : working group  P7008: Standard for Ethically Driven Nudging for Robotic, Intelligent and Autonomous Systems.

## Publications
Laurence Devillers a publié :
- une thèse (1992) Reconnaissance de parole continue avec un système hybride neuronal et Markovien, thèse de doctorat en sciences, spécialité informatique, Orsay, novembre 1992[15] ;
- un mémoire d'habilitation (2006) Les Émotions dans les interactions Homme-Machine : perception, détection et génération, Habilitation à diriger des recherches en informatique de l’université Paris XI, Orsay, décembre 2006[15] ;
- Des robots et des hommes : Mythes, fantasmes et réalité, éditions Plon, 2017, 288 p. (ISBN 978-2-259-25227-0, présentation en ligne)[16],[17] ;
- Les Robots émotionnels : Santé, surveillance, sexualité... : et l'éthique dans tout ça ?, éditions de l'Observatoire, coll. « Essais », 2020, 272 p. (ISBN 979-10-329-0198-4, présentation en ligne)[18] ;
- La Souveraineté numérique dans l'après-crise, éditions de l'Observatoire, coll. « Et après ? », 2020 (ISBN 979-10-329-1576-9, présentation en ligne).

Elle a également publié plus de 150 articles dans des revues internationales et nationales avec comité de lecture et des chapitres dans des ouvrages collectifs.

## Théatre
Elle est co-auteur de la pièce Qui a hacké Garoutzia? avec Serge Abiteboul et Gilles Dowek, dont la première a été donnée au festival "Off" d'Avignon en juillet 2023, dans une mise en scène de Lisa Bretzner.

## Décoration
Le 31 décembre 2019, Laurence Devillers est nommée au grade de chevalier dans l'ordre national de la Légion d'honneur au titre de « professeure en intelligence artificielle à Sorbonne Université ; 30 ans de services » puis faite chevalier de l'ordre par le mathématicien Cédric Villani le 12 avril 2022 au Collège des Bernardins à Paris[réf. nécessaire].

## Pour approfondir